# Natalia Teniza Portillo

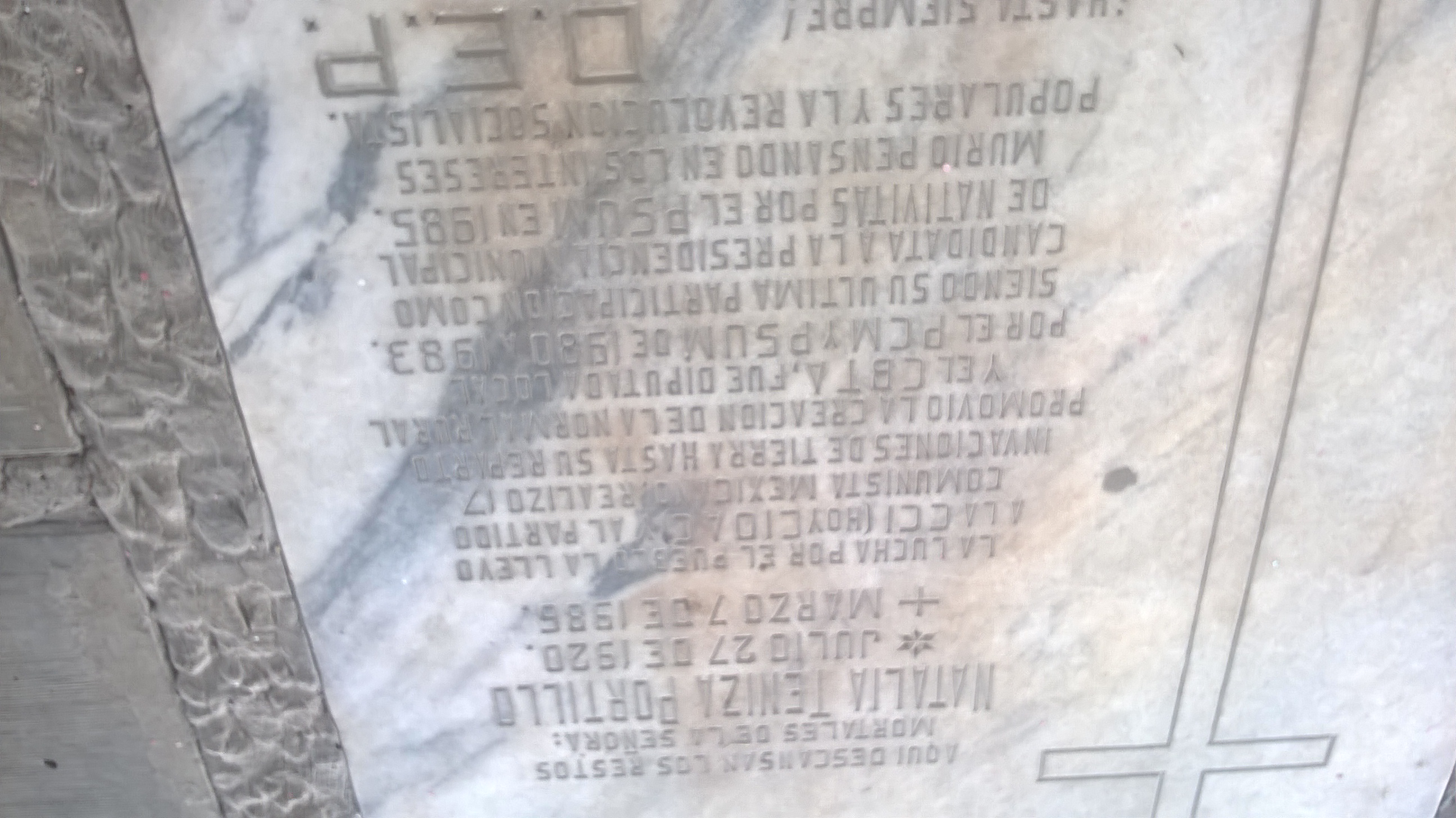
Tumba en el atrio de la Iglesia de Santa Apolonia

Natalia Teniza Portillo (27 de junio de 1920, Santa Apolonia Teacalco, Tlaxcala - 7 de marzo de 1986) fue una política, campesina, luchadora social y partera tlaxcalteca quien destacó durante los años 60 y 70 del siglo XX por su labor desinteresada en el reparto de tierras para los campesinos más necesitados de la región sur poniente del estado de Tlaxcala. Fue diputada local por el Partido Comunista Mexicano de 1980 a 1983. Se le reconoce en su pueblo natal como partera que trajo al mundo a varios de sus paisanos además de haber gestionado una secundaria general, un bachillerato agrícola y una escuela normal rural para su pueblo que en ese entonces era una localidad del municipio de Natívitas aunque después de su muerte se convertiría en municipio a partir de 1995.

## Reconocimiento
Como homenaje póstumo a su memoria y labor incansable el 7 de mayo de 2015 su nombre fue inscrito con letras de oro en el Congreso del estado de Tlaxcala tras años de espera por parte de familiares y conciudadanos que esperaron mucho tiempo para ver realizado este reconocimiento.